# 黒江光彦
黒江 光彦（くろえ みつひこ、1935年1月1日 - 2022年）は、日本の美術修復家・研究家。東北芸術工科大学名誉教授。

## 来歴
山形県出身。1957年東京大学文学部美学美術史学科卒、1959年国立西洋美術館に勤務、ヨーロッパに留学し、ベルギー王立文化財研究所で絵画修復術を研究する。1972年退官し、絵画修復家、評論家として活動、1993年東北芸術工科大学教授。2006年定年退職、名誉教授。

## 著書
- 中世の美術 （保育社 カラーブックス 1964年）
- よみがえる名画のために 修復見習いの記 （美術出版社 1969年）
- 美を守る 絵直し稼業 （玉川大学出版部 1975年）
- フランス中世美術の旅 （新潮選書 1982年11月）
- 光の粒子 スーラの粧いの術 （白水社 1986年5月）

## 共編著
- 近代世界美術全集 第2巻 印象主義の画家たち （大島清次、高階秀爾共著 社会思想社（教養文庫） 1963年）
- 近代世界美術全集 第8巻 幻想の絵画 （坂崎乙郎、瀬戸慶久共著 社会思想社（教養文庫） 1963年）
- ルノワール （新潮美術文庫 1974年）
- フェルメール （新潮美術文庫 1975年）
- シャルダン （新潮美術文庫 1975年）
- ファブリ研秀世界美術全集6 ルーベンス、ヴァン・ダイク、ハルス、レンブラント、フェルメール （研秀出版 1975年）
- ファブリ研秀世界美術全集10 マネ、モネ、ホイッスラー （研秀出版 1976年）
- 世界の素描 25 ルノワール （講談社 1977年10月）
- 世界美術全集 2 ファン・アイク　（座右宝刊行会・集英社　1978年7月）
- 世界美術全集 31 クレー （フェリックス・クレー共著 黒江信子訳 小学館 1979年6月）
- 平凡社版世界の名画 6 レンブラント （平凡社 1983年）
- カンヴァス世界の大画家〈2〉ファン・アイク （中央公論社　1983年）
- 平凡社版世界の名画 19 クレー （平凡社 1984年）
- 蘇る名画 ルーカス・クラーナハ「アダム」と「エヴァ」 （森角勝共著 求竜堂 1990年11月）

## 翻訳
- トウルーズ・ロートレック （ダグラス・クーパー 美術出版社 1962年）
- セザンヌ （マイヤー・シャピロ 美術出版社 1962年）
- ゴッホ （マイヤー・シャピロ 美術出版社 1963年）
- 油彩画の技術 （グザヴィエ・ド・ラングレ 美術出版社 1968年）
- クロード・モネ 印象派の歩み （ギュスターブ・ジェフロワ 東京美術 1974年）
- 印象派の巨匠たち5 クロード・モネ （ダニエル・ヴィルデンシュタイン 小学館 ファブリ版世界の美術 1975年）
- 印象派の巨匠たち 10 ジョルジュ・スーラ （ルイ・オートクール 小学館 ファブリ版世界の美術 1976年）
- ルーベンス （フランス・ボードワン 共訳 岩波書店 1978年4月）
- ファン・アイク ゲントの祭壇画 （エリザベト・ダネンス みすず書房 1978年9月）
- Stained glass （ローレンス・リーほか 朝倉書店 1980年10月）
- フェルメール （アーサー・K.ウィーロックJr. 美術出版社 1982年5月）
- セザンヌ （アンリ・ペリュショほか 稲田弘子共訳 小学館（世界伝記双書） 1984年4月）
- アーティスト・マニュアル 技法+材料+道具 （メルヘン社 1987年4月）
- ロマネスクのステンドグラス （ルイ・グロデッキ 岩波書店 1987年5月）
- ゴシックのステンドグラス 13世紀 （ルイ・グロデッキ、カトリーヌ・ブリザック 岩波書店 1993年1月）
- 絵画の技法 （ジャン・リュデル 白水社（文庫クセジュ） 1995年4月）